# Argentina i olympiska sommarspelen 1976
Argentina deltog med 69 deltagare vid de olympiska sommarspelen 1976 i Montréal. Ingen av landets deltagare erövrade någon medalj.

## Boxning
| Boxare              | Gren            | Sextonsdelsfinal         | Åttondelsfinal             | Kvartsfinal             | Semifinal            | Final                | Final            |
| Boxare              | Gren            | Motståndare Resultat     | Motståndare Resultat       | Motståndare Resultat    | Motståndare Resultat | Motståndare Resultat | Placering        |
| ------------------- | --------------- | ------------------------ | -------------------------- | ----------------------- | -------------------- | -------------------- | ---------------- |
| Héctor Patri        | Lätt flugvikt   | Edoh (TOG) W W/O         | Abdelwahab (EGY) W W/O     | Maldonado (PUR) L 0 – 5 | Gick inte vidare     | Gick inte vidare     | Gick inte vidare |
| Luis Portillo       | Lätt weltervikt | Chanchoun (IRQ) W W/O    | Sittler (AUT) W 2 – 0 (KO) | Szczerba (POL) L 0 – 5  | Gick inte vidare     | Gick inte vidare     | Gick inte vidare |
| Juan Domingo Suárez | Lätt tungvikt   | Tafer (FRA) W 1 – 0 (KO) | Jakab (HUN) W 1 – 0 (KO)   | Gortat (POL) L 1 – 4    | Gick inte vidare     | Gick inte vidare     | Gick inte vidare |

## Brottning
Fristil
| Brottare       | Gren          | Omgångar 1            | Omgångar 2           | Omgångar 3           | Omgångar 4           | Omgångar 5           | Omgångar 6           | Final                | Final            |
| Brottare       | Gren          | Motståndare Resultat  | Motståndare Resultat | Motståndare Resultat | Motståndare Resultat | Motståndare Resultat | Motståndare Resultat | Motståndare Resultat | Placeringar      |
| -------------- | ------------- | --------------------- | -------------------- | -------------------- | -------------------- | -------------------- | -------------------- | -------------------- | ---------------- |
| Sergio Fiszman | Lättvikt      | Gilligan (GBR) L (TF) | Mané (SEN) W (TF)    | Navaei (IRI) L (TF)  | Gick inte vidare     | Gick inte vidare     | Gick inte vidare     | Gick inte vidare     | Gick inte vidare |
| Daniel Verník  | Tungvikt      | N'Diaye (SEN) W (TF)  | Jarjgin (URS) L (TF) | Drozda (TCH) L (TF)  | Gick inte vidare     | Gick inte vidare     | Gick inte vidare     | Gick inte vidare     | Gick inte vidare |
| Carlos Braconi | Supertungvikt | Isogai (JPN) L (TF)   | Sakho (SEN) L (TF)   | Gick inte vidare     | Gick inte vidare     | Gick inte vidare     | Gick inte vidare     | Gick inte vidare     | Gick inte vidare |

Grekisk-romersk stil
| Brottare       | Gren          | Omgångar 1             | Omgångar 2                | Omgångar 3           | Omgångar 4           | Omgångar 5           | Omgångar 6           | Final                | Final            |
| Brottare       | Gren          | Motståndare Resultat   | Motståndare Resultat      | Motståndare Resultat | Motståndare Resultat | Motståndare Resultat | Motståndare Resultat | Motståndare Resultat | Placeringar      |
| -------------- | ------------- | ---------------------- | ------------------------- | -------------------- | -------------------- | -------------------- | -------------------- | -------------------- | ---------------- |
| Sergio Fiszman | Lättvikt      | Toma (HUN) L (TF)      | Nedev (BUL) L (TF)        | Gick inte vidare     | Gick inte vidare     | Gick inte vidare     | Gick inte vidare     | Gick inte vidare     | Gick inte vidare |
| Daniel Verník  | Tungvikt      | Bye                    | Skrzydlewski (POL) L (TF) | Schäfer (FRG) L (TF) | Gick inte vidare     | i.u.                 | i.u.                 | Gick inte vidare     | Gick inte vidare |
| Carlos Braconi | Supertungvikt | Gundersen (NOR) L (DQ) | Koltjynskij (URS) L (TF)  | Gick inte vidare     | Gick inte vidare     | i.u.                 | i.u.                 | Gick inte vidare     | Gick inte vidare |

## Cykling
| Cyklist           | Gren                | Tid             | Placering       |
| ----------------- | ------------------- | --------------- | --------------- |
| Osvaldo Benvenuti | Herrarnas linjelopp | Fullföljde inte | Fullföljde inte |
| Oswaldo Frossasco | Herrarnas linjelopp | Fullföljde inte | Fullföljde inte |
| Juan Carlos Haedo | Herrarnas linjelopp | Fullföljde inte | Fullföljde inte |
| Raúl Labbate      | Herrarnas linjelopp | Fullföljde inte | Fullföljde inte |
| Osvaldo Benvenuti | Herrarnas tempolopp | 2:24:48         | 22              |
| Oswaldo Frossasco |                     | 2:24:48         | 22              |
| Juan Carlos Haedo |                     | 2:24:48         | 22              |
| Raúl Labbate      |                     | 2:24:48         | 22              |

## Friidrott
Herrar
| Idrottare         | Gren                  | Heat     | Heat      | Kvartsfinal | Kvartsfinal | Semifinal | Semifinal | Final            | Final            |
| Idrottare         | Gren                  | Resultat | Placering | Resultat    | Placering   | Resultat  | Placering | Resultat         | Placering        |
| ----------------- | --------------------- | -------- | --------- | ----------- | ----------- | --------- | --------- | ---------------- | ---------------- |
| Juan Adolfo Turri | Herrarnas kulstötning | 17,76    | 21        | N/A         | N/A         | N/A       | N/A       | Gick inte vidare | Gick inte vidare |
| Tito Steiner      | Herrarnas tiokamp     | N/A      | N/A       | N/A         | N/A         | N/A       | N/A       | 7052             | 22               |

Herrarnas tiokamp
| Gren               | Tito Steiner | Tito Steiner |
| Gren               | Resultat     | Poäng        |
| ------------------ | ------------ | ------------ |
| 100 m häck (s)     | 11,37        | 717          |
| Längdhopp (m)      | 6,73         | 763          |
| Kulstötning (m)    | 13,85        | 719          |
| Höjdhopp (m)       | 1,84         | 716          |
| 400 m (s)          | 50,30        | 792          |
| 110 m häck (s)     | 15,82        | 766          |
| Diskuskastning (m) | 40,26        | 691          |
| Stavhopp (m)       | 3,80         | 754          |
| Spjutkastning (m)  | 49,74        | 629          |
| 1500 m (s)         | 4:43,16      | 505          |
| Totalt             | Totalt       | 7052         |

## Fäktning
| Daniel Feraud                                                      | Herrarnas värja              | Pool 2 Jacobson (SWE) L 1 – 5 Hehn (FRG) L 1 – 5 Lukomsky (URS) W 5 – 4 Varaljay (CAN) W 5 – 5                                  | 4   | Did not advance | Did not advance  | i.u.             | i.u.             | Gick inte vidare | Gick inte vidare | Gick inte vidare | Gick inte vidare | Gick inte vidare | Gick inte vidare |
| Juan Daniel Pirán                                                  | Herrarnas värja              | Pool 1 Johnson (GBR) L 0 – 5 Pusch (FRG) L 1 – 5 Pezza (ITA) L 2 – 5 Tatrallyay (CAN) L 1 – 5                                   | 4   | Gick inte vidare | Gick inte vidare | i.u.             | i.u.             | Gick inte vidare | Gick inte vidare | Gick inte vidare | Gick inte vidare | Gick inte vidare |                  |
| Omar Vergara                                                       | Herrarnas värja              | Pool 7 Suchanecki (SUI) W 5 – 1 Wiech (POL) W 5 – 4 Zarnegar (IRI) W 5 – 4 Edling (SWE) L 1 – 5                                 | 2 Q | Pool 6 Hehn (FRG) L 2 – 5 Boisse (FRA) L 2 – 5 Janikowski (POL) L 3 – 5 Johnson (GBR) L 1 – 5 Abushakhmetov (URS) L 3 – 5 | 6                | i.u.             | i.u.             | Gick inte vidare | Gick inte vidare | Gick inte vidare | Gick inte vidare |                  |                  |
| Daniel Feraud                                                      | Herrarnas florett            | Pool 9 Reichert (FRG) L 0 – 5 Kuki (ROU) L 2 – 5 Koziejowski (POL) L 1 – 5 Jhons (CUB) L 1 – 5 Pashapour-Alamdari (IRI) L 2 – 5 | 6   | Gick inte vidare | Gick inte vidare | i.u.             | i.u.             | Gick inte vidare | Gick inte vidare | Gick inte vidare | Gick inte vidare | Gick inte vidare |                  |
| Fernando Lupiz                                                     | Herrarnas florett            | Pool 4 Stankovych (URS) L 2 – 5 Hein (FRG) L 1 – 5 Donofrio (USA) L 4 – 5 Dal Zotto (ITA) L 4 – 5 Chan (HKG) W 5 – 4            | 5   | Gick inte vidare | Gick inte vidare | i.u.             | i.u.             | Gick inte vidare | Gick inte vidare | Gick inte vidare | Gick inte vidare | Gick inte vidare |                  |
| Omar Vergara                                                       | Herrarnas florett            | Pool 8 Behr (FRG) L 1 – 5 Ballinger (USA) L 3 – 5 Akbari (IRI) L 4 – 5 Kawatsu (JPN) L 4 – 5 Jurka (TCH) L 0 – 5                | 6   | Gick inte vidare | Gick inte vidare | i.u.             | i.u.             | Gick inte vidare | Gick inte vidare | Gick inte vidare | Gick inte vidare |                  |                  |
| Daniel Feraud, Fernando Lupiz, Juan Daniel Pirán, Omar Vergara     | Herrarnas lagtävling i värja | Pool 4 Schweiz L 3 – 13 Norge L 2 – 14 Kanada L 8 (66) – 8 (68)                                                                 | 6   | Gick inte vidare | Gick inte vidare | Gick inte vidare | Gick inte vidare | Gick inte vidare | Gick inte vidare | Gick inte vidare | Gick inte vidare |                  |                  |
| José María Casanovas                                               | Herrarnas sabel              | Pool 5 Krovopuskov (URS) L 0 – 5 Kovács (HUN) L 2 – 5 Salazar (CUB) L 1 – 5 Sukunda (CAN) L 4 – 5                               | 5   | Gick inte vidare | Gick inte vidare | i.u.             | i.u.             | Gick inte vidare | Gick inte vidare | Gick inte vidare | Gick inte vidare |                  |                  |
| Juan Gavajda                                                       | Herrarnas sabel              | Pool 5 Pop (ROU) L 0 – 5 Westbrook (USA) L 2 – 5 Marót (HUN) L 2 – 5 Mather (GBR) L 2 – 5                                       | 5   | Gick inte vidare | Gick inte vidare | i.u.             | i.u.             | Gick inte vidare | Gick inte vidare | Gick inte vidare | Gick inte vidare |                  |                  |
| José María Casanovas, Juan Gavajda, Fernando Lupiz, Marcelo Méndez | Herrarnas lagtävling i värja | Pool 4 Ungern L 2 – 14 Polen L 6 – 10 Iran L 4 – 9                                                                              | 3   | i.u. | i.u.             | Gick inte vidare | Gick inte vidare | Gick inte vidare | Gick inte vidare | Gick inte vidare | Gick inte vidare | Gick inte vidare | Gick inte vidare |

## Judo
| Idrottare      | Gren            | 32-delsfinal         | Sextondelsfinal      | Åttondelsfinal       | Kvartsfinal          | Semifinal            | Återkval             | Bronsmatch           | Final                | Final            |
| Idrottare      | Gren            | Motståndare Resultat | Motståndare Resultat | Motståndare Resultat | Motståndare Resultat | Motståndare Resultat | Motståndare Resultat | Motståndare Resultat | Motståndare Resultat | Placering        |
| -------------- | --------------- | -------------------- | -------------------- | -------------------- | -------------------- | -------------------- | -------------------- | -------------------- | -------------------- | ---------------- |
| Oscar Strático | Halv mellanvikt | i.u.                 | Mackay (ECU) W       | Gamba (ITA) L        | Gick inte vidare     | Gick inte vidare     | Gick inte vidare     | Gick inte vidare     | Gick inte vidare     | Gick inte vidare |
| Jorge Portelli | Halv tungvikt   | Bye                  | Tsendaivsh (MGL) W   | Starbrook (GBR) L    | Gick inte vidare     | Gick inte vidare     | Gick inte vidare     | Gick inte vidare     | Gick inte vidare     | Gick inte vidare |
| Jorge Portelli | Öppen klass     | i.u.                 | Jaime Felipa (AHO) W | Ibañez (CUB) W       | Wallas (AUT) W       | Remfry (GBR) L       | Bye                  | Cho (KOR) L          | Gick inte vidare     | Gick inte vidare |

## Rodd
| Roddare                                                                       | Gren                        | Heat    | Heat      | Återkval | Återkval  | Semifinal        | Semifinal        | Final            | Final            |
| Roddare                                                                       | Gren                        | Tid     | Placering | Tid      | Placering | Tid              | Placering        | Tid              | Placering        |
| ----------------------------------------------------------------------------- | --------------------------- | ------- | --------- | -------- | --------- | ---------------- | ---------------- | ---------------- | ---------------- |
| Ricardo Ibarra                                                                | Herrarnas singelsculler     | 7:17,41 | 1 Q       | BYE      | BYE       | 6:57,41          | 1 FA             | 8:03,05          | 6                |
| Carlos Denari Marcelo Gismondi Jorge Molina Juan Tuma                         | Herrarnas fyra utan styrman | 6:49,33 | 5         | 6:30,56  | 6         | Gick inte vidare | Gick inte vidare | Gick inte vidare | Gick inte vidare |
| Hugo Aberastegui Hugo Constantini Ignacio Ruiz Raúl Tettamanti Jorge Segurado | Herrarnas fyra med styrman  | 7:04,38 | 5         | 6:26,89  | 4         | Gick inte vidare | Gick inte vidare | Gick inte vidare | Gick inte vidare |

## Segling
| Seglare                                 | Gren      | Lopp  | Lopp      | Lopp  | Lopp      | Lopp  | Lopp      | Lopp  | Lopp      | Lopp  | Lopp      | Lopp  | Lopp      | Lopp  | Lopp      | Slutlig placering | Slutlig placering |
| Seglare                                 | Gren      | 1     | 1         | 2     | 2         | 3     | 3         | 4     | 4         | 5     | 5         | 6     | 6         | 7     | 7         | Slutlig placering | Slutlig placering |
| Seglare                                 | Gren      | Poäng | Placering | Poäng | Placering | Poäng | Placering | Poäng | Placering | Poäng | Placering | Poäng | Placering | Poäng | Placering | Poäng             | Placering         |
| --------------------------------------- | --------- | ----- | --------- | ----- | --------- | ----- | --------- | ----- | --------- | ----- | --------- | ----- | --------- | ----- | --------- | ----------------- | ----------------- |
| Juan C. Firpo                           | Finnjolle | 29,0  | 23        | 24,0  | 18        | 20,0  | 14        | 17,0  | 11        | 25,0  | 19        | 29,0  | 23        | 29,0  | 23        | 144,0             | 23                |
| Pedro Ferrero Jorge Rão Andrés Robinson | Soling    | 28,0  | 22        | 28,0  | 22        | 24,0  | 18        | 20,0  | 14        | 21,0  | 15        | 20,0  | 14        | 25,0  | 19        | 138,0             | 20                |